# Карлос Кастаньйо (велогонщик)
Карлос Кастаньйо (ісп. Carlos Castaño Panadero, 7 травня 1979) — іспанський велогонщик.
Бронзовий призер Олімпійських Ігор 2004 року в командній гонці переслідування.
Бронзовий призер Чемпіонату світу з велоперегонів на треку 2004 року в командній гонці переслідування.